# Championnat d'Israël de football 1989-1990
Navigation
Championnat d'Israël 1988-1989 Championnat d'Israël 1990-1991
Le Championnat d'Israël de football 1989-1990 est la 38e édition de ce championnat.

## Saison régulière
inconnu

## 2etour[1]

### Tour des champions
| Rang | Équipe              | Pts | J  | G  | N  | P  | Bp | Bc | Diff |
| ---- | ------------------- | --- | -- | -- | -- | -- | -- | -- | ---- |
| 1    | Bnei Yehoudah       | 62  | 32 | 17 | 11 | 4  | 48 | 24 | +24  |
| 2    | Hapoël Petah-Tikvah | 58  | 32 | 16 | 10 | 6  | 40 | 21 | +19  |
| 3    | Maccabi Haïfa       | 50  | 32 | 14 | 8  | 10 | 40 | 29 | +11  |
| 4    | Maccabi Tel-Aviv    | 48  | 32 | 14 | 6  | 12 | 48 | 44 | +4   |
| 5    | Beitar Tel-Aviv     | 38  | 32 | 10 | 8  | 14 | 35 | 46 | -11  |
| 6    | Hapoël Kfar Sabah   | 36  | 32 | 10 | 6  | 16 | 28 | 41 | -13  |

|  | Champion |

### Tour des relégués
| Rang | Équipe              | Pts | J  | G  | N  | P  | Bp | Bc | Diff |
| ---- | ------------------- | --- | -- | -- | -- | -- | -- | -- | ---- |
| 7    | Maccabi Netanya     | 39  | 32 | 9  | 12 | 11 | 31 | 31 | 0    |
| 8    | Hapoël Jérusalem FC | 39  | 32 | 9  | 12 | 11 | 29 | 35 | -6   |
| 9    | Hapoël Beer-Sheva   | 38  | 32 | 8  | 14 | 10 | 29 | 33 | -4   |
| 10   | Betar Jérusalem     | 38  | 32 | 10 | 8  | 14 | 20 | 25 | -5   |
| 11   | Hapoël Ramat-Gan    | 36  | 32 | 8  | 12 | 12 | 24 | 34 | -10  |
| 12   | Shimshon Tel-Aviv   | 34  | 32 | 7  | 13 | 12 | 23 | 32 | -9   |

|  | Relégué |

## Bilan de la saison
| Tableau d'Honneur                |                   |
| Compétition                      | Vainqueur         |
| Championnat d'Israël de football | Bnei Yehoudah     |
| Coupe d'Israël de football       | Hapoël Kfar Sabah |

| Promotions et relégations |                                        |
| Relégués en Liga Leumit   | Hapoël Ramat-Gan Shimshon Tel-Aviv     |
| Promus en Ligat ha'Al     | Hapoël Tsafririm Holon Hapoël Tel-Aviv |